# Jan Wróblewski (powstaniec)

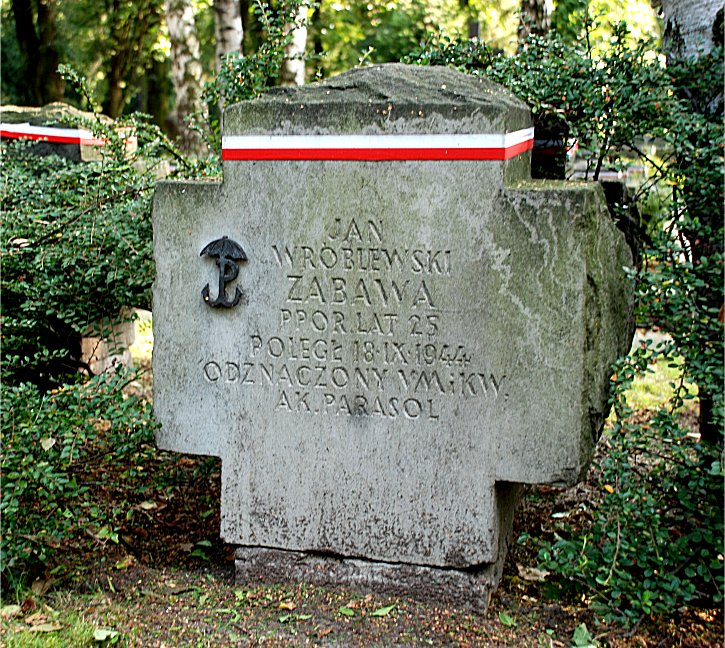
Nagrobek Jana Wróblewskiego ps. „Zabawa” na Powązkach Wojskowych

Jan Wróblewski ps. „Zabawa” (ur. 10 stycznia 1919 w Nowo-Radomsku, zm. 19 września 1944 w Warszawie) – podporucznik, uczestnik powstania warszawskiego w szeregach batalionu „Parasol” Armii Krajowej.

## Życiorys
Zdał egzamin maturalny w 1937 r. w Warszawie, po czym przeprowadził się do Wilna, gdzie pracował jako praktykant w firmie Poznańskiego. Brał udział w kampanii wrześniowej. Został internowany i więziony. Przebywał w więzieniu w Stanisławowie (obecnie Iwano-Frankiwsk) i w Bałta koło Odessy. Potem w obozach jenieckich Pawliszczew Bor i Griazowiec a na końcu w więzieniu w Gorki na Syberii, skąd uciekł i samodzielnie przedarł się do Warszawy na początku 1942 r.
Podczas okupacji hitlerowskiej działał w polskim podziemiu zbrojnym w oddziale pilota por. Romualda Podwysockiego. Do „Agatu” (późniejszego „Parasola”) wprowadził go Janusz Kobyliński (ps. „Gong”). W oddziale tym był instruktorem strzeleckim, a od stycznia 1944 r. również jednym z piętnastu instruktorów szkoleń spadochronowych. Jego przydział wynikał z ukończonego przed wojną kursu LOPP. W ramach działalności opracował konspiracyjny skrypt szkoleniowy pt. Zaprawa fizyczna strzelca spadochronowego. Brał również udział w wielu akcjach bojowych batalionu (m.in. w akcji „Stamm”, 6 maja 1944).
W powstaniu walczył w stopniu kaprala podchorążego w III plutonie 3. kompanii „Parasola” (awansowany na plutonowego podchorążego, zaś pośmiertnie – podporucznika c.w.).
Zmarł 19 września 1944, omyłkowo śmiertelnie postrzelony wieczorem 18 września przez żołnierza polskiego w piwnicy jednej z warszawskich kamienic przy ul. Wilanowskiej 7.
Miał 25 lat. Pochowany w kwaterach żołnierzy i sanitariuszek batalionu „Parasol” na Wojskowych Powązkach w Warszawie (kwatera 24A-7-8).
Odznaczony Krzyżem Walecznych i Krzyżem Oficerskim Orderu Odrodzenia Polski.

## Upamiętnienie
Jego imieniem nazwana została w 2025 r. wyspa na Zalewie Szczecińskim. Wcześniejszą nazwą była Brysna.